# Индрии
И́ндрии (санскр. indriya — «силы [бога] Индры», «мощь Индры») — в индуистской и буддийской метафизической философии — органы чувств, которыми человек воспринимает внешний мир (кожа — осязание, нос — обоняние, глаза — зрение, ноги — ходьба, язык — вкус, уши — слух и т. д.). К внешним индриям (санскр. «бахья-индрия») добавляют одну внутреннюю — разум («манас»), который анализирует информацию от органов чувств и также воспринимает внутренние состояния. Телесные органы (глаза, уши, язык, нос, кожа...) служат лишь местом приложения индрий. Одним из условий функционирования индрий признается контакт (санникарша) с объектами. Индрии не способны воспринимать сами себя, но способствуют восприятию объектов, и само их существование выводится логическим путём.

## Ведийские школы: санкхья, ньяя и вайшешика
Учение санкхья насчитывает десять индрий: пять внешних (зрение, слух, вкус, обоняние и осязание) и пять сил действия (артикуляция, манипуляция, передвижение, испражнение и размножение). Учение санкхьи — единственное, которое не считает индрии материальными. Другие индийские учения видят их «материю» (за исключением индрии слуха) в четырёх сверхуниверсальных элементах (махабхута): земля, вода, огонь и ветер (воздух); а буддисты — в тонкой прозрачной материи (бхута-прасада).
Индрии в учениях ньяя и вайшешика:
- зрение — это невидимый луч света, исходящий из зрачка и достигающий познаваемого объекта;
- слух — часть акаши (пространства, эфира), заключённого в ушной раковине;
- вкус — элементы «воды» у основания языка;
- обоняние — элементы «земли» внутри носовой полости;
- осязание — элементы «ветра», рассеянные как по кожной поверхности, так и внутри тела. В вайшешике осязание — это ощущение температуры[1].

К природе индрий подходят с критерием «подобное познаётся подобным», и качество составляющего её первоэлемента является главным:
- индрия зрения — цвет / свет (качество огня);
- индрия вкуса — вкус (качество воды);
- индрия обоняния — запах (качество земли);
- индрия осязания — тактильность (качество ветра);
- индрия слуха — звук (качество акаши)[1].

В санкхье, ньяе и вайшешике, а также в веданте считается, что все индрии являются «контактирующими» (прапьякари) со своими объектами. В буддизме и джайнизме допускается восприятие на расстоянии.

## Буддизм
В буддизме термин «индрии» означает способности чувственного познания, которые следует отличать от соответствующих органов тела. Считается, что индрии состоят из тонкой невидимой сенсорной материи (санскр.: бхута-прасада), не создающей препятствия для прочих форм материи. Традиционно рассматривают шесть основных индрий — пять «внешних» (бахья-индрии), в которых преобладает один из «первоэлементов», и одну «внутреннюю», шестую:
- сенсорная «материя» органа зрения (пали: чакку-пасада) с преобладанием элемента «огня», способная воспринимать видимые объекты;
- сенсорная «материя» слуха (сота-пасада) с преобладанием «пространства, эфира» (акаша), заключённая в ушной раковине и способная воспринимать звук;
- сенсорная «материя» обоняния (гхана-пасада) с преобладанием с преобладанием «ветра», находящаяся внутри носовой полости и способная воспринимать запах;
- сенсорная «материя» осязания (кая-пасада) с преобладанием «земли», способная к тактильным ощущениям;
- сенсорная «материя» языка (джихва-пасада) с преобладанием «воды», способная воспринимать вкус;
- сенсорная «материя» ума, или интеллекта (манас), способная к восприятию внутренних состояний и ментальному познанию.

В «Висуддхимагге» происхождение «сенсорной материи» (индрий) объясняется кармой, возникающей в результате желания (тришна), соответственно, видеть, слышать, обонять, осязать и т. д. Считается, что обоняние, осязание и вкус контактируют со своими объектами непосредственно (прапьякари), а зрение и слух воспринимают свои объекты на расстоянии (апрапьякари). Шесть индрий рассматриваются как основная база (аятана) для возникновения соответствующих шести перцептивных распознаваний (виджняна).
В Сутта-питаке перечислены пять духовных индрий:
- убеждённость или вера (пали: саддха, санскр.: шраддха) в то, что Будда Шакьямуни достиг «пробуждения» (бодхи);
- энергия (пали: вирия, санскр.: вирья) — способность совершать усилия;
- осознавание (пали: сати, санскр.: смрити) четырёх «баз»: тела, чувств, сознания, ментальных объектов;
- концентрация (санскр.: самадхи) с целью практики четырёх ступеней медитации (дхьяна);
- мудрость (пали: пання, санскр.: праджня) — понимание Четырёх благородных истин, которая считается главной в данном списке.

В палийской Абхидхарма-питаке, кроме одиннадцати названных выше, перечисляются ещё одиннадцать индрий: мужественность, женственность, витальность, удовольствие, боль, радость, грусть, уравновешенность, уверенность в способности познать неизвестное, высшее прозрение, сверхчувствительные способности «того, кто знает». Последние три относятся к индриям высшего прозрения.
Таким образом, в буддизме насчитываются двадцать две чувственные способности.

## Джайнизм
В джайнизме индрии — это органы чувств и их способности реагировать на специфические раздражители: осязание, вкус, обоняние, зрение, слух. Эти способности считаются проявлениями духовной сущности «душа» (джива), которая может быть облечена в самые разные материальные тела (шарира). Дживы способны к развитию — переходу из состояния полной неразвитости (нигода-джива) к состоянию освобождения (сиддха-джива). Джив существует неисчислимое множество, и они заселяют весь мир. Степень одушевленности всего сущего зависит от количества познавательных способностей (индрий) дживы.
Согласно учению джайнизма, все существа делятся на подвижные (траса) и неподвижные (стхавара). Джайны полагают, что неподвижные «существа» (растения, воздух, вода, огонь, земля) обладают только одним чувством — осязанием. Подвижные существа обладают бо́льшим числом чувств. Например, считается, что черви обладают двумя чувствам — осязанием и вкусом. Насекомые обладают четырьмя чувствами — осязанием, вкусом, обонянием и зрением. Люди, боги, животные, птицы обладают пятью чувствами. Душа может достичь спасения только тогда, когда воплотится в человеке.
Дживы, обладающие умом, наделены также способностью к суждению (самджня). Проблема соотношения органов чувств и ума была среди джайнов частым предметом дискуссий. В некоторых текстах различаются субстрат ума (дравья-манас) и проявление ума, мысль (бхава-манас). Джайнский философ Умасвати, почитаемый как шветамбарами, так и дигамбарами, аналогичным образом рассматривает и органы чувств, выделяя в них анатомический аспект (дравья-индрия) и психический аспект (бхава-индрия).